# NGC 1073
NGC 1073 (również PGC 10329 lub UGC 2210) – galaktyka spiralna z poprzeczką (SBc), znajdująca się w gwiazdozbiorze Wieloryba w odległości 55 milionów lat świetlnych. Została odkryta 9 października 1785 roku przez Williama Herschela. Galaktyka ta ma 80 000 lat świetlnych średnicy.
W galaktyce tej zaobserwowano jedną supernową: SN 1962L.